# Jaani Peuhu
Jaani Peuhu (* 17. srpna 1978) je finský hudebník, textař a producent. Je zakladatelem a zpěvákem finské kapely Iconcrash a v současné době[kdy?] pracuje na sólovém debutovém albu. Žije v Helsinkách ve Finsku.

## Život a kariéra
Peuhu se narodil v Anjalankoski ve Finsku. Jeho rodiče jsou jazzový muzikant Kari Peuhu a fotografka Heli Ahoniitty. V sedmi letech odstartoval svoji hudební kariéru hrou na piáno, o rok později se naučil hrát na bicí. Ve třinácti letech založil svoji první kapelu Chaoslord. Své první veřejné vystoupení měl o rok později v Ruovesi.
Jaani Peuhu působil jako bubeník v několika dalších hudebních skupinách včetně kapel Scarlet Youth, Varjo, Deadbabes, Myyt, Marry Ann, Billy-Goats, Jalankulkuämpäri, Kinetic a Vuk.
Svoji sólovou kariéru Jaani odstartoval v roce 2004, kdy jako zpěvák a textař vytvořil svoji první nahrávku pod názvem Iconcrash. Jaani také pracoval ve studiu jako producent nebo hostující muzikant s umělci jako jsou Before the Dawn, Swallow The Sun, To/Die/For, Thunderstone, Wiidakko a Anna Eriksson.
Od vydání prvního počinu Iconcrash a alba NUDE (2005) koncertoval Peuhu se svojí kapelou ve Velké Británii, Finsku, Rusku, Německu, Itálii, Pobaltí a USA.
V září 2012 Jaani Peuhu oznámil svoji sólovou kariéru a v současné době pracuje na svém sólovém debutovém albu v Londýně a Helsinkách.

## Ocenění
2012 – We Are The Night – Iconcrash – UMK finále (ESC)
2009 – Jaani Peuhu a Pauli Rantasalmi (The Rasmus) spolu napsali píseň s názvem "10 000 light Years" pro kapelu Kwan – Eurovision Song Contest ve Finsku.

## Diskografie
- Mary-Ann

1998 MCD: Deeper Sin
- Billy-Goats

1999 MCD: All These Fears
- Jalankulkuämpäri

2002 CDS: TIP
2003 CDS: 9E
2007 Album: Koska Olen Hyvä Rouva
- Deadbabes

2003 MCD: The Drug
- Iconcrash

2003 Promo: Happy?
2004 Split EP: Viola loves Iconcrash
2005 Album: Nude
2008 Soundtrack: Clive Barker's Midnight Meat Train
2008 Mama Trash 2 Compilation
2008 Soundtrack: Blackout
2009 Single: Strange, Strange Dark Star
2009 Single: Everlasting
2010 Single: Sleeper
2010 Album: Enochian Devices
2011 Single: Delete
2011 Single: Stockholm
2011 Album: Inkeroinen
2012 Single: We Are The Night
2012 Album: Inkeroinen (Special edition including: We Are The Night)
- Viola

2004 Split-EP: Viola loves Iconcrash
2005 Album: Melancholydisco
- Ratas

2001 MCD: Kuumaa Laavaa
2002 MCD: Ilmaa
- Luomakunta

2002 Album: Alta
- Before the Dawn

2000 Promo: To Desire
2001 MCD: Gehenna
2002 MCD: My Darkness
2003 Album: My Darkness
2004 Album: 4:14 am
2005 DVD: The First Chapter
- Varjo

2000 CDS: Korvaamaton
2000 CDS: Maailmanpyörä
2000 Album: Kuka Korvaa Poistetun Sydämen
2001 Download Single: Tänä Kesänä
2003 Album: Paratiisissa
2009 Album: Ensinäytös 1997
- Thunderstone

2009 Album: Dirt Metal
- Swallow the Sun

2006 Album: Hope
2006 CDS: Don't Fall Asleep
- Anna Eriksson

2007 Album: Ihode
2008 Album: Annan Vuodet
- Scarlet Youth

2009 MCD: Breaking The Patterns
2010 Album: Goodbye Doesn't Mean I'm Gone
- Kwan

2009 CDS: 10 000 Light Years
- Black Sun Aeon

2009 MCD: Dirty Black Summer EP
2009 Album: Darkness Walks Beside Me
2010 Album: Routa
2011 Album: Blacklight Deliverance
- Rain Diary

2010 Single: Lost
- Grendel

2011 Album: Corrupt To The Core
- Wiidakko

2011 Single: Seis seis seis
2011 Single: Odessa
2011 Album: Wiidakko
- Hevisaurus

2011 Album: Räyhällistä Joulua
- To/Die/For

2011 Album: Samsara